# Faro Isla Statford
El Faro Isla Statford es un faro perteneciente a la red de faros de Chile. Se ubica en la Isla Statford en los fiordos de la Región de Magallanes.